# Светозар Т. Нешић
Светозар Т. Нешић (12. новембар 1851 — 1927) био је генералштабни пуковник Војске Краљевине Србије. У периоду од 1902. до 1903. године био је вршилац дужности начелника Главног ђенералштаба српске војске.

## Биографија
Светозар Т. Нешић је рођен 12. новембра 1851. у Неготину. Након што је завршио полугимназију у Зајечару и два разреда реалне гимназије у Београду, ступа у Артиљеријску школу 1869. године. Завршава је 1874. године, када је и произведен у чин артиљеријског потпоручника. Године 1885. преведен је у ђенералштабну струку, а завршава и Вишу школу Војне академије.
У току своје каријере обављао је следеће важније функције:
- начелник Штаба Крајинске бригаде (у ратовима 1876. и 1877—1878. год.);
- в. д. начелник Штаба Тимочке дивизије;
- референт у Главном ђенералштабу;
- ордонанс краља Милана;
- референт у Оперативном одељењу Врховне команде (1885);
- војни изасланик у Цариграду;
- командант Четрнаестог пешадијског пука;
- начелник оперативног одељења Штаба Команде активне војске и уједно в. д. начелника Штаба;
- професор на Вишој школи Војне академије (1894—1899 и 1900—1903);
- начелник Историјског одељења Главног ђенералштаба (1897. и 1901);[2]

Вршилац дужности начелника Главног ђенералштаба био је од 1902. до 1903. године. У овој функцији је 1903. израдио Правило и план мобилизације целокупне војске и уређење позадине према источном и јужном форнту, а такође и Ратни план за рат са Турском који се у свему поклапао са спроведеним планом из 1912. године. Због болести пензионисан је на свој захтев 1905. године.
Као војни писац објавио је више радова, претежно у часопису „Ратник”, као и шест књига од којих је остала запажена „Издавање заповести” из 1899. године.

## Одликовања
Одликован је Орденом таковског крста са мачевима петог степена, Орденом таковског крста другог степена, Орденом белог орла трећег степена, Орденом Милоша Великог четвртог степена, Сребрном медаљом за храброст, Златном медаљом за ревносну службу у ратовима, Медаљом за војничке врлине, споменицама ратова 1876, 1877-1878. и 1885. године, Споменицом краља Петра Првог и Гардијском споменицом.